# Маслянко Ольга Анатоліївна
Ольга Анатоліївна Маслянко (нар. 22 березня 1987, Хмельницький, Українська РСР, СРСР) — українська футболістка, півзахисниця «Колоса-Мрії».

## Життєпис
Футболом займається з 2000 року, виступала за футбольну команду ДЮСШ №1 (Хмельницький).
Професійну кар'єру розпочала в калуському «Нафтохіміку». В чемпіонаті України дебютувала 2005 року. У команді відіграла чотири сезони, у Вищій лізі провела 63 матчі та відзначилася 25-а голами. Разом з калуським колективом вигравала чемпіонат України.
У 2009 році перейшла до «Легенди». Дебютним голом у футболці чернігівського клубу відзначилася 14 серпня 2009 року на 2-й хвилині переможного (3:0) домашнього поєдинку 10-о туру чемпіонату України проти харківського «Житлобуду-1». Ольга вийшла на поле в стартовому складі та відіграла увесь матч. У команді виступала протягом наступних 6-и сезонів своєї кар'єри. За цей час у Вищій лізі зіграла 57 матчів та відзначилася 14-а голами. Разом з чернігівським колективом двічі вигравала чемпіонат України та одного разу стала володарем кубку країни.
У 2015 році приєдналася до ДЮСШ-1. Дебютним голом у футболці хмельницького колективу відзначилася 20 серпня 2015 року на 33-й хвилині програного (0:2) виїзного поєдинку 6-о туру Першої ліги проти «Колосу-Мрії». Маслянко вийшла на поле в стартовому складі з капітанською пов'язкою та відіграла увесь матч. У Першій лізі того сезону зіграла 5 матчів та відзначилася 4-а голами.
У 2016 році повернулася до «Легенди». Дебютувала після свого повернення за чернігівський клуб 22 квітня 2016 року в нічийному (1:1) домашньому поєдинку 1-о туру Вищої ліги проти «Житлобуду-1». Ольга вийшла на поле в стартовому складі та відіграла увесь матч. Єдиним голом у футболці чернігівського колективу відзначилася 10 червня 2016 року на 79-й хвилині переможного (11:0) виїзного поєдинку 6-о туру чемпіонату України проти столичного «Атекс-СДЮШОР №16». Маслянко вийшла на поле в стартовому складі та відіграла увесь матч. У команді провела один сезон, у чемпіонаті України зіграла 9 матчів та відзначилася 1 голом. По завершенні сезону 2016 року на власній офіційній сторінці у Facebook оголосила про завершення футбольної кар'єри.
Проте пропустивши короткий сезон 2017 року, напередодні старту сезону 2017/18 років повернулася до професіонального футболу. Підписала контракт з клубом «Мрія-Колос». Дебютувала у футболці козятинського колективу 22 квітня 2018 року в програному (0:2) виїзному поєдинку 4-о туру Першої ліги проти «Янтарочки» (Новояворівськ). Ольга вийшла на поле в стартовому складі та відіграла увесь матч. Дебютним голом за «Колос» відзначилася 3 червня 2018 року на 88-й хвилині переможного (4:0) виїзного поєдинку 6-о туру Першої ліги проти «Атекс-Оболоні». Маслянко вийшла на поле в стартовому складі та відіграла увесь матч.

## Досягнення
«Нафтохімік»
- Вища ліга чемпіонату України
  -  Чемпіон (1): 2007
  -  Бронзовий призер (3): 2005, 2006, 2008

«Легенда»
- Вища ліга чемпіонату України
  -  Чемпіон (2): 2009, 2010
  -  Срібний призер (2): 2011, 2013
  -  Бронзовий призер (2): 2014, 2016
- Кубок України
  -  Володар (1): 2009
  -  Фіналіст (4): 2010, 2011, 2013, 2016
- Зимовий чемпіонат України
  -  Чемпіон (1): 2013